# Cryphia microphysa
Cryphia microphysa là một loài bướm đêm trong họ Noctuidae.